# Liste der Monuments historiques in Forfry
Die Liste der Monuments historiques in Forfry führt die Monuments historiques in der französischen Gemeinde Forfry auf.

## Liste der Objekte
| Bezeichnung                                                          | Beschreibung | Standort                                           | Kennzeichnung | Schutzstatus | Datum | Bild |
| -------------------------------------------------------------------- | --- | -------------------------------------------------- | ------------- | ------------ | ----- | ---- |
| Skulptur Die Jungfrau der Barmherzigkeit, bekannt als Mater Dolorosa | Skulptur aus weißem Marmor mit Inschrift im Sockel. Die Skulptur wurde im Jahr 1672 von Clémnt Coffin in Italien erworben und nach Frankreich überführt.       | In der Kirche Ste-Madeleine (Lage)                 | PM77000696    | Classé       | 1905  |      |
| Grabplatte                                                           | Grabplatte mit den eingravierten Bildnissen eines Mannes und seiner Frau unter einem Bogen. Entstehungszeit im ersten Viertel des 17. Jahrhunderts.            | Im Kirchenschiff der Kirche Ste-Madeleine (Lage)   | PM77003470    | Inscrit      | 1980  |      |
| Skulptur Heilige Magdalena                                           | Steinskulptur mit Resten einer ursprünglichen Bemalung unter einer Übermalung mit grauer Farbe. Gefertigt im 15. Jahrhundert.                                  | Im Chor der Kirche Ste-Madeleine (Lage)            | PM77000698    | Classé       | 1982  |      |
| Glocke                                                               | Bronzeglocke, 1771 gegossen | In der Kirche Ste-Madeleine (Lage)                 | PM77000697    | Classé       | 1942  |      |
| Kirchenportal-Tür                                                    | Zweiteilige Holztür mit Verzierungen aus dem 16. Jahrhundert.                                                                                                  | Westliches Portal der Kirche Ste-Madeleine (Lage)  | PM77003471    | Inscrit      | 1980  |      |
| Skulptur Madonna mit Kind                                            | Holzskulptur aus dem 18. Jahrhundert hinter dem Taufbecken an der Wand angebracht.                                                                             | Am Eingang in die Kirche Ste-Madeleine (Lage)      | PM77002706    | Inscrit      | 1977  |      |
| Lehnstuhl                                                            | Stuhl in der Form eines Sessels, am Ende des 18. Jahrhunderts hergestellt.                                                                                     | In der Sakristei der Kirche Ste-Madeleine (Lage)   | PM77002990    | Inscrit      | 1978  |      |
| Taufbecken                                                           | Steinernes Taufbecken mit einem runden Becken und einem balusterförmigen Ständer. Nach der Inschrift von Jean Cocault im 18. Jahrhundert der Kirche gestiftet. | Im Eingangsbereich der Kirche Ste-Madeleine (Lage) | PM77002705    | Inscrit      | 1977  |      |